# Protracheoniscus karakorum
Protracheoniscus karakorum là một loài chân đều trong họ Trachelipodidae. Loài này được Jackson miêu tả khoa học năm 1955.